# João Jorge II de Anhalt-Dessau
João Jorge II de Anhalt-Dessau (17 de novembro de 1627 - 7 de agosto de 1693) foi um príncipe alemão da Casa de Ascânia e governante do principado de Anhalt-Dessau. Membro da Sociedade da Frutificação, também prestou serviço como marechal de campo de Brandemburgo-Prússia.

## Casamento e descendência
João Jorge casou-se no dia 9 de Setembro de 1669 com a princesa Henriqueta Catarina de Orange-Nassau. O casal esteve casado por trinta e quatro anos e teve dez filhos:
1. Amália Ludovica de Anhalt-Dessau (7 de setembro de 1660 - 12 de novembro de 1660).
2. Henriqueta Amália de Anhalt-Dessau (4 de janeiro de 1662 - 28 de janeiro de 1662).
3. Frederico Casimiro, príncipe-herdeiro de Anhalt-Dessau (8 de novembro de 1663 - 27 de maio de 1665).
4. Isabel Albertina de Anhalt-Dessau (1 de maio de 1665 - 5 de outubro de 1706), Abadessa de Herford (1680-1686); casada com Henrique de Saxe-Weissenfels, conde de Barby; com descendência.
5. Henriqueta Amália de Anhalt-Dessau (26 de agosto de 1666 - 18 de abril de 1726), casada com Henrique Casimiro II de Nassau-Dietz; com descendência.
6. Luísa Sofia de Anhalt-Dessau (15 de setembro de 1667 - 18 de abril de 1678); morreu aos dez anos de idade.
7. Maria Leonor de Anhalt-Dessau (14 de março de 1671 - 18 de maio de 1756), casada com o príncipe Jerzy Radziwiłł, duque de Olyka; sem descendência.
8. Henriqueta Inês de Anhalt-Dessau (9 de setembro de 1674 - 18 de janeiro de 1729); morreu aos cinquenta e quatro anos de idade; sem descendência.
9. Leopoldo I de Anhalt-Dessau (3 de julho de 1676 - 9 de abril de 1747), casado com Anna Louise Föse; com descendência.
10. Joana Carlota de Anhalt-Dessau (6 de abril de 1682 - 31 de março de 1750), Abadessa de Herford (1729-1750); casada com o marquês Filipe Guilherme de Brandemburgo-Schwedt.